# براق دكاك
براق دكاك هو ممثل تركي ولد في 8 يونيو 1998 في مدينة أنقرة. بدأ مشواره التمثيلي في سن العاشرة. درس السينما في جامعة بهجتشهير. شارك في مسلسل الحفرة بين عامي 2019 و2021.

## روابط خارجية
- براق دكاك على موقع IMDb (الإنجليزية)